# Бостон Брюинз
«Бо́стон Брю́инз» (англ. Boston Bruins) — профессиональный хоккейный клуб, выступающий в Национальной хоккейной лиге. Базируется в городе Бостон, Массачусетс, США. Играет домашние игры на «ТД-гарден», является одной из старейших команд лиги. Также одна из команд «Оригинальной шестёрки», наряду с «Детройт Ред Уингз», «Торонто Мейпл Лифс», «Монреаль Канадиенс», «Нью-Йорк Рейнджерс» и «Чикаго Блэкхокс». Является первой американской командой в НХЛ и второй выигравшей Кубок Стэнли.
Обладатель Кубка Стэнли 1929, 1939, 1941, 1970, 1972 и 2011 годов.

## История
Дебютировавшие в сезоне 1924/25, «Бостон Брюинз» оказались первой американской командой в истории НХЛ. Генеральным менеджером и тренером команды стал Арт Росс, с которым хозяин «Брюинз», миллионер Чарльз Адамс, познакомился во время своего вояжа в Канаду в поисках игроков.
В свой первый сезон «Брюинз» прочно заняли последнее место в лиге, набрав всего 12 очков в 30 играх. Результаты команды улучшились на будущий год, но не настолько, чтобы она пробилась в плей-офф. Огромная популярность хоккея в Бостоне убедила Адамса потратить $50.000 долларов на новых игроков перед сезоном 1926/27. Одним из новичков стал легендарный защитник Эдди Шор. Команда сразу оказалась в числе соискателей на победу в Кубке Стэнли, пробилась в финал, но уступила «Оттаве».
Успех пришёл к «Брюинз» через два сезона, в 1929 году. Благодаря изумительной игре вратаря Сесила «Тайни» Томпсона, закончившего плей-офф со средним показателем 0.60 пропускаемых шайбы за игру, Бостон выиграл свой первый Кубок Стэнли, переиграв в финале «Нью-Йорк Рейнджерс» в двух матчах.
В 1930-х годах команду лихорадило. Она пять раз в течение девяти лет занимала первое место в американском дивизионе и в то же время дважды скатывалась на 4 место, не дававшего даже права на участие в плей-офф.
Вторая победа «Брюинз» в Кубке Стэнли в 1939 году снова связана с блестящей игрой вратаря, на этот раз «Мистера Зеро» Фрэнка Бримсека. Большой вклад внёс и нападающий Мел Хилл, забросивший 3 победные шайбы и все в овертаймах в серии против «Нью-Йорк Рейнджерс» в полуфинале плей-офф. За это он и получил своё прозвище «Sudden Death» — «Внезапная Смерть». В финале «Бостон» расправился с «Торонто» в пяти играх.
Несмотря на уход из «Бостона» в «Нью-Йорк Американс» Эдди Шора, «Брюинз» остались в лидерах лиги, во многом благодаря вратарю Бримсеку и нападающим Милту Шмидту, Бобби Бауэру, Вуди Дюмарту и Биллу Коули. В 1941 году клуб выиграл свой третий Кубок Стэнли, всухую переиграв в финале «Детройт».
Ожидалось, что команда будет оставаться среди лидеров лиги на долгие годы, но вмешалась Вторая мировая война. Бримсек, Шмидт, Бауэр и Думарт покинули команду и записались на военную службу. После этого «Брюинз» стремительно покатились вниз в турнирной таблице НХЛ, хотя и доходили до финала Кубка Стэнли в 1943 году. Даже возвращение всех четырёх ветеранов после окончания войны не помогло команде вернуть лидирующие позиции.
В 1950-е годы «Брюинз» прочно обосновались в середняках лиги, всего дважды не выходили в плей-офф и три раза были в одном шаге от Кубка Стэнли, проигрывая финалы в 1953, 1957 и в 1958 годах.
Первые восемь лет 1960-х стали самым кошмарными в истории клуба. С сезона 1959/60 по сезон 1966/67 «Брюинз» ни разу не попадали в плей-офф и шесть раз финишировали последними в регулярных чемпионатах.
Проблески надежды стали пробиваться в сезоне 1966/67. В тот год 18-летний защитник Бобби Орр, за которым «Брюинз» тщательно следили с 12-летнего возраста, стал лучшим новичком лиги. В тот же сезон контроль над клубом перешёл к 34-летнему тренеру Гарри Синдену, а на следующий год, в результате обмена с «Чикаго», в команде появился Фил Эспозито, и «Брюинз» «проснулись».
В 1970 году, ведомые Синденом, Орром и Эспозито, «Бостон Брюинз» завоевали свой четвёртый Кубок Стэнли в истории и первый за 29 лет, вчистую обыграв в финале «Сент-Луис Блюз» в 4-х играх. В 1971 году команда финишировала со своим лучшим показателем в регулярном чемпионате — 121 очко, но потерпела ошарашивающее поражение от «Монреаля» в четвертьфинале плей-офф. «Брюинз» вернули себе Кубок Стэнли в 1972 году, победив на этот раз в финале «Нью-Йорк Рейнджерс», и снова лучшими в составе бостонцев были Орр и Эспозито.
Как и в начале 1940-х годов, в 1970-х команду, казалось, ожидало большое будущее, но создание Всемирной Хоккейной Ассоциации в 1972 году перечеркнуло эти планы. Сразу три ведущих игрока команды — Чиверс, Сандерсон и Грин, соблазнившись большими контрактами, ушли в новую лигу. Травма Эспозито оставила «Бостон» без главного снайпера, и «Рейнджерс» легко расправились с «Брюинз» в первом раунде плей-офф 1973 года.
В сезоне 1973/74 «Бостону» удалось прийти в себя после потерь и поражений, набрать 113 очков в регулярном чемпионате, выйти в финал Кубка Стэнли, но проиграть там в 6 матчах «Филадельфии».
После проваленного следующего сезона, когда «Брюинз» выбыли из плей-офф в первом раунде, Фил Эспозито был обменян в «Нью-Йорк Рейнджерс». Через год, летом 1976 года, Бобби Орр подписал контракт с «Чикаго». Однако «Бостон» не потерял своего места среди лидеров НХЛ. С 1975/76 по 1979/80 года команда в пяти сезонах подряд набирала более 100 очков в регулярном чемпионате и дважды доходила до финала Кубка Стэнли. Главная заслуга в успехах тех лет принадлежит тренеру Дону Черри, сумевшего создать боеспособный коллектив без присутствия в составе «Бостона» суперзвёзд.
В 1980-е годы в команде заблистали защитник Рэй Бурк и нападающий Кэм Нили. С того времени до середины 1990-х годов во многом из-за их результативной игры команда стабильно играла в регулярных чемпионатах, постоянно добивалась права выступать в плей-офф и дважды, в 1988 и в 1990 гг, доходила до финала, но оба раза уступала «Эдмонтон Ойлерз».
В сезоне 1996/97, недобрав сразу 30 очков по сравнению с предыдущим сезоном, «Брюинз» впервые с 1967 года не попали в плей-офф, и на пост старшего тренера был приглашён Пэт Бёрнс. Новый тренер, имея в своём распоряжении лучшего новичка НХЛ 1998 года Сергея Самсонова и значительно улучившего свою игру вратаря Байрона Дафо, уже на следующий год вернул команду в розыгрыш Кубка Стэнли.
Сезон 1999/2000. Показав блеклую игру во второй половине регулярного чемпионата, «Брюинз» ещё за месяц до конца чемпионата потеряли практически все шансы пробиться в плей-офф. Сезон, начавшийся с разногласия между нападающим Дмитрием Христичем и генеральным менеджером Гарри Синденом, в результате которого Христич, один из ведущих бомбардиров команды, оказался в «Торонто», завершился обменом любимца болельщиков Рэя Бурка в «Колорадо Эвеланш». Тёмным пятном легла на «Брюинз» дисквалификации защитника Марти Максорли на 22 матча за удар клюшкой по голове игрока из «Ванкувер Кэнакс» Дональда Брашира. Обнадёживающей новостью стала стабильная игра нападающего Джо Торнтона, начинающего выходить на ожидаемый от него высокий уровень.
В начале 2000-х годов у «Брюинз» довольно часто менялись тренеры, но результат оставлся прежним — в борьбе за Кубок Стэнли команда выбывала из борьбы уже на первом этапе.
В сезоне 2005/06 ситуация значительно ухудшилась. Из-за невыразительной игры команды по ходу чемпионата, генеральный менеджер Майк О`Коннелл явно погорячился, обменяв настоящее и будущее команды — Джо Торнтона и Сергея Самсонова. «Брюинз» закончили сезон на общем 26-м месте, а О`Коннелл был уволен со своего поста.
В сезоне 2008/09 «Мишки» заняли первое место в восточной конференции. В первом раунде плей-офф «Мишки» не оставили ни одного шанса «Монреаль Канадиенс» выиграв четыре встречи подряд. Однако во втором раунде проиграли «Каролине Харрикейнз». Судьба драматического седьмого матча решилась в овертайме, где победную шайбу забросил Скотт Уокер. «Мишкам» осталось утешаться лишь тем что их вратарь так и остался лидером плей-офф по проценту пропущенных шайб не участвуя в финале конференции и финале Кубка Стэнли. Тим Томас и Здено Хара были признаны лучшими в своём амплуа и получили Везина Трофи и Джеймс Норрис Трофи соответственно.
Перед началом сезона 2009/10 «Бостон» решились на обмен своего центрального нападающего Фила Кессела в «Торонто Мейпл Лифс». За форварда «Брюинс» получили право выбора в первом и втором раунде драфта 2010 года и драфт-пик в первом раунде в 2011 году. «Торонто» же заключили с Кесселом пятилетний контракт на 27 миллионов долларов.
«Бостон» нестабильно провел регулярный сезон, часто чередуя победы и поражения. Обладатель Везина Трофи Тим Томас полностью провалил сезон, неуверенно проводил матчи и допускал множество ошибок.
1 января 2010 года на домашнем стадионе бейсбольного клуба «Бостон Ред Сокс» — Фенуэй Парке между «Бостон Брюинз» и «Филадельфией Флаерз» состоялся матч Зимней классики. В упорном матче победу Бостону принес гол Марко Штурма в дополнительное время.
По ходу сезона «Мишки» умудрились проиграть 10 домашних матчей подряд, хуже в домашних матчах «Бостон» выглядел только в сезоне 1924/25, когда клуб из Массачусетса уступил в 11 домашних встречах подряд. Несмотря на все это «Бостону» все же удалось выйти в плей-офф Кубка Стэнли, проведя уверенно концовку регулярного сезона. По итогам регулярного сезона «Мишки» заняли 6 место и в четвертьфинале конференции «Бостону» предстояло сыграть против «Баффало Сейбрз». По ходу упорной борьбы победу в этой серии со счетом 4:2 одержали «Бостон Брюинз». Большой вклад в этот успех внес финский вратарь Туукка Раск.
В полуфинале конференции «Бостону» предстояло сыграть с «Филадельфией Флаерз». В результате этой серии «Филадельфия» смогла выиграть у «Бостона», проигрывая по ходу серии со счетом 0:3. Это третий случай в истории НХЛ (после сезона 1941-42 и 1974/75) и четвёртый (сезон 2004 МЛБ) в истории североамериканского профессионального спорта. Причем по ходу седьмого матча «Филадельфия» также уступала 0:3 в матче, но смогла вырвать победу со счётом 4:3.
В сезоне 2010/11 «Бостон» впервые с 1972 года стал обладателем Кубка Стэнли. В решающем седьмом матче финала плей-офф «Брюинз» в гостях одолели лучшую команду регулярного чемпионата «Ванкувер Кэнакс», который вел в серии со счетом 2:0 и 3:2, но удержать преимущества так и не смог. «Бостон» стал первой в истории НХЛ командой, выигравшей по ходу одного розыгрыша плей-офф три седьмых матча.
В следующем сезоне «Брюинз» набрав 102 очка во второй раз подряд выиграли свой дивизион и в первом раунде плей-офф встретились с «Вашингтон Кэпиталз». В упорной серии, все матчи которой завершились с разницей в одну шайбу, «Бостон» уступил в семи встречах и не смог защитить титул.
Сезон 2012/13 был укорочен из-за «локаута» и команды играли только внутри своих конференций. «Бостон» занял 2-е место в Северо-Восточном дивизионе и в соперники по четвертьфиналу Восточной конференции им достался «Торонто Мейпл Лифс». Поведя в серии со счётом 3-1, «Бостон» проиграл следующие два матча и счёт в серии стал равный. К середине 3-го периода 7-го матча «Мейпл Лифс» выигрывал со счётом 4:1, однако сначала Натан Хортон сократил отставание, а в концовке периода усилиями Милана Лучича и Патриса Бержерона бостонцы смогли совершить «камбэк» и перевести игру в овертайм, на 7-й минуте которого Патрис Бержерон принёс «Брюинз» итоговую победу. Обыграв во втором раунде «Нью-Йорк Рейнджерс», а в третьем «Питтсбург Пингвинз», «Бостон» во второй раз за три года вышел в финал Кубка Стэнли, где его соперником стал «Чикаго Блэкхокс». После пяти матчей счёт в серии был 3-2 в пользу «Чикаго». Счёт в матче № 6, который проходил на ТД-гарден, был открыт в первом периоде нападающим «медведей» Крисом Келли, однако Джонатан Тэйвз смог сравнять счёт во втором периоде. В середине третьего периода Милан Лучич снова вывел хозяев вперёд. За 1:16 до финальной сирены, «Блэкхокс» сравняли счёт, а через 17 секунд Дэйв Болланд вывел свою команду вперёд. За оставшееся время «Бостон» не смог отыграться и уступил чемпионство «Чикаго Блэкхокс».
По итогам регулярного чемпионата сезона 2013/14 «Бостон Брюинз» во второй раз в своей истории завоевал Президентский кубок, однако в плей-офф клуб закончил свои выступления уже во втором раунде, уступив в семи матчах принципиальным соперникам из Монреаля. Далее результаты команды пошли вниз и в течение двух следующих сезонов «Бостон» не выступал в плей-офф, а 7 февраля 2017 года с поста главного тренера был уволен Клод Жюльен, под чьим руководством «Бостон Брюинз» завоёвывал Кубок Стэнли в 2011 году. С приходом нового главного тренера Брюса Кэссиди «Бостон Брюинз» вернулся в число лидеров лиги, а в 2019 году снова дошёл до финала, где проиграл «Сент-Луис Блюз» в семи матчах.

## Статистика
| Сезон   | И  | В−П−ПО   | ШЗ:ШП   | Очки | Плей-офф                        |
| ------- | -- | -------- | ------- | ---- | ------------------------------- |
| 2018/19 | 82 | 49−24−9  | 259:215 | 107  | проиграли в финале Кубка Стэнли |
| 2019/20 | 70 | 44−14−12 | 227:174 | 100  | проиграли во втором раунде      |
| 2020/21 | 56 | 33−16−7  | 168:136 | 73   | проиграли во втором раунде      |
| 2021/22 | 82 | 51−26−5  | 255:220 | 107  | проиграли в первом раунде       |
| 2022/23 | 82 | 65−12−5  | 305:177 | 135  | проиграли в первом раунде       |
| 2023/24 | 82 | 47−20−15 | 267:224 | 109  | проиграли во втором раунде      |
| 2024/25 | 82 | 33-39-10 | 222:272 | 76   | не вышли в плей-офф             |

## Команда

### Текущий состав
| №                         | Игрок              | Страна                    | Хват    | Дата рождения             | Рост (см) | Вес (кг) | Средняя зарплата ($) | Контракт до |
| Вратари                   | Вратари            | Вратари                   | Вратари | Вратари                   | Вратари   | Вратари  | Вратари              | Вратари     |
| ------------------------- | ------------------ | ------------------------- | ------- | ------------------------- | --------- | -------- | -------------------- | ----------- |
| 1                         | Джереми Свэйман    | Соединённые Штаты Америки | Левый   | 24 ноября 1998 (26 лет)   | 191       | 88       | 8,250,000            | 2031/32     |
| 70                        | Йоонас Корписало   | Финляндия                 | Левый   | 28 апреля 1994 (31 год)   | 190       | 83       | 4,000,000            | 2027/28     |
| Защитники                 |                    |                           |         |                           |           |          |                      |             |
| -                         | Джордан Харрис     | Соединённые Штаты Америки | Левый   | 7 июля 2000 (25 лет)      | 180       | 81       | 825,000              | 2025/26     |
| 6                         | Мейсон Лорей       | Соединённые Штаты Америки | Левый   | 17 января 2001 (24 года)  | 193       | 95       | 3,200,000            | 2026/27     |
| 20                        | Хенри Йокихарью    | Финляндия                 | Правый  | 17 июля 1999 (26 лет)     | 183       | 88       | 3,000,000            | 2027/28     |
| 27                        | Хампус Линдхольм   | Швеция                    | Левый   | 20 января 1994 (31 год)   | 189       | 98       | 6,500,000            | 2029/30     |
| 52                        | Эндрю Пик          | Соединённые Штаты Америки | Правый  | 17 марта 1998 (27 лет)    | 191       | 89       | 2,750,000            | 2025/26     |
| 59                        | Фредерик Брюне     | Канада                    | Левый   | 21 августа 2003 (21 год)  | 191       | 89       | 860,000              | 2025/26     |
| 73                        | Чарли Макэвой — А  | Соединённые Штаты Америки | Правый  | 21 декабря 1997 (27 лет)  | 185       | 95       | 9,500,000            | 2029/30     |
| 79                        | Майкл Кэллахан     | Соединённые Штаты Америки | Левый   | 23 сентября 1999 (25 лет) | 188       | 89       | 775,000              | 2025/26     |
| 91                        | Никита Задоров     | Россия                    | Левый   | 16 апреля 1995 (30 лет)   | 193       | 91       | 5,000,000            | 2030/31     |
| Левые крайние нападающие  |                    |                           |         |                           |           |          |                      |             |
| -                         | Таннер Жанно       | Канада                    | Левый   | 29 мая 1997 (28 лет)      | 188       | 94       | 3,400,000            | 2029/30     |
| 10                        | Райли Тафт         | Соединённые Штаты Америки | Левый   | 10 апреля 1998 (27 лет)   | 197       | 95       | 775,000              | 2025/26     |
| 33                        | Виктор Арвидссон   | Швеция                    | Правый  | 8 апреля 1993 (32 года)   | 176       | 78       | 4,000,000            | 2025/26     |
| 48                        | Джеффри Вил        | Канада                    | Левый   | 28 января 1997 (28 лет)   | 183       | 89       | 775,000              | 2025/26     |
| Центрфорварды             |                    |                           |         |                           |           |          |                      |             |
|                           | Шон Курали         | Соединённые Штаты Америки | Левый   | 20 января 1993 (32 года)  | 188       | 93       | 1,850,000            | 2026/27     |
| 11                        | Кейси Миттельштадт | Соединённые Штаты Америки | Левый   | 22 ноября 1998 (26 лет)   | 180       | 86       | 5,750,000            | 2026/27     |
| 18                        | Павел Заха         | Чехия                     | Левый   | 6 апреля 1997 (28 лет)    | 191       | 95       | 4,750,000            | 2026/27     |
| 19                        | Джон Бичер         | Соединённые Штаты Америки | Левый   | 5 апреля 2001 (24 года)   | 191       | 98       | 900,000              | 2025/26     |
| 21                        | Майки Эйссимонт    | Соединённые Штаты Америки | Левый   | 9 июля 1996 (29 лет)      | 183       | 87       | 1,450,000            | 2026/27     |
| 28                        | Элиас Линдхольм    | Швеция                    | Правый  | 2 декабря 1994 (30 лет)   | 184       | 87       | 7,750,000            | 2030/31     |
| 32                        | Джон Фариначчи     | Соединённые Штаты Америки | Правый  | 14 февраля 2001 (24 года) | 183       | 84       | 775,000              | 2025/26     |
| 38                        | Патрик Браун       | Соединённые Штаты Америки | Правый  | 29 мая 1992 (33 года)     | 185       | 95       | 775,000              | 2025/26     |
| 39                        | Морган Гики        | Канада                    | Правый  | 20 июля 1998 (27 лет)     | 191       | 91       | 5,500,000            | 2030/31     |
| 42                        | Георгий Меркулов   | Россия                    | Левый   | 10 октября 2000 (24 года) | 180       | 82       | 775,000              | 2025/26     |
| 46                        | Алекс Стивс        | Соединённые Штаты Америки | Левый   | 10 декабря 1999 (25 лет)  | 180       | 84       | 850,000              | 2025/26     |
| 47                        | Марк Кастелик      | Соединённые Штаты Америки | Правый  | 11 марта 1999 (26 лет)    | 193       | 101      | 1,566,667            | 2027/28     |
| 51                        | Мэттью Пойтрас     | Канада                    | Правый  | 10 марта 2004 (21 год)    | 180       | 82       | 870,000              | 2025/26     |
| 62                        | Райли Дюран        | Соединённые Штаты Америки | Правый  | 25 января 2002 (23 года)  | 185       | 79       | 867,500              | 2025/26     |
| 92                        | Марат Хуснутдинов  | Россия                    | Левый   | 17 июля 2002 (23 года)    | 176       | 69       | 925,000              | 2026/27     |
| 93                        | Фрейзер Минтен     | Канада                    | Левый   | 5 июля 2004 (21 год)      | 188       | 87       | 816,666              | 2026/27     |
| Правые крайние нападающие |                    |                           |         |                           |           |          |                      |             |
| 23                        | Фабиан Люселль     | Швеция                    | Правый  | 19 января 2003 (22 года)  | 179       | 78       | 863,334              | 2025/26     |
| 25                        | Матей Блюмел       | Чехия                     | Левый   | 31 мая 2000 (25 лет)      | 183       | 90       | 775,000              | 2025/26     |
| 71                        | Оливер Вальстром   | Соединённые Штаты Америки | Правый  | 13 июня 2000 (25 лет)     | 188       | 96       | 1,000,000            | 2024/25     |
| 88                        | Давид Пастрняк — А | Чехия                     | Правый  | 25 мая 1996 (29 лет)      | 182       | 88       | 11,250,000           | 2030/31     |

### Штаб
| Должность            | Имя         | Страна                    | Дата рождения            | В должности |
| -------------------- | ----------- | ------------------------- | ------------------------ | ----------- |
| Генеральный менеджер | Дон Суини   | Канада                    | 17 августа 1966 (58 лет) | с 2015 года |
| Главный тренер       | Марко Штурм | Германия                  | 4 февраля 1969 (56 лет)  | с 2025 года |
| Помощник тренера     | Крис Келли  | Канада                    | 11 ноября 1980 (44 года) | с 2021 года |
| Помощник тренера     | Джей Лич    | Соединённые Штаты Америки | 2 сентября 1979 (45 лет) | с 2024 года |
| Помощник тренера     | Стив Спотт  | Канада                    | 18 марта 1968 (57 лет)   | с 2025 года |
| Тренер вратарей      | Боб Эссенса | Канада                    | 14 января 1965 (60 лет)  | с 2003 года |

### Неиспользуемые номера
- 2 — Эдди Шор, защитник (1926—1940). Выведен из обращения 1 января 1947 года.
- 3 — Лионель Хитчман, защитник (1925—1934). Выведен из обращения 22 февраля 1934 года.
- 4 — Бобби Орр, защитник (1966—1976). Выведен из обращения 9 января 1979 года.
- 5 — Дит Клэппер, защитник (1927—1947). Выведен из обращения 12 февраля 1947 года.
- 7 — Фил Эспозито, центральный нападающий (1967—1975). Выведен из обращения 3 декабря 1987 года.
- 8 — Кэм Нили, правый нападающий (1986—1996). Выведен из обращения 12 января 2004 года.
- 9 — Джонни Буцик, левый нападающий (1955—1978). Выведен из обращения 13 марта 1980 года.
- 15 — Милт Шмидт, центральный нападающий (1936—1955). Выведен из обращения 13 марта 1980 года.
- 16 — Рик Миддлтон, правый нападающий (1976—1988). Выведен из обращения 29 ноября 2018 года[2].
- 22 — Уилли О’Ри, левый нападающий (1958—1961). Выведен из обращения 18 января 2022 года.
- 24 — Терри О’Райлли, правый нападающий (1972—1985). Выведен из обращения 24 октября 2002 года.
- 77 — Рэй Бурк, защитник (1979—2000). Выведен из обращения 4 октября 2001 года.

### Капитаны клуба
- Спраг Клегхорн, 1925—1928
- Лайонел Хитчман, 1928—1931
- Джордж Оуэн, 1931—1932
- Дит Клэппер, 1932—1938, 1939—1946
- Куни Вейланд, 1938—1939
- Джек Кроуфорд, 1946—1950
- Милт Шмидт, 1950—1954
- Эд Сэндфорд, 1954—1955
- Ферни Флэман, 1955—1961
- Дон Маккенни, 1961—1963
- Лео Бойвин, 1963—1966
- Джонни Буцик, 1966—1967, 1973—1977
- Уэйн Кэшман, 1977—1983
- Терри О’Райлли, 1983—1985
- Рэй Бурк и Рик Миддлтон, 1985—1988 (сокапитаны)
- Рэй Бурк, 1988—2000
- Джейсон Эллисон, 2000—2001
- Джо Торнтон, 2002—2005
- Здено Хара, 2006—2020
- Патрис Бержерон, 2021—2023
- Брэд Маршан, 2023—2025

## Индивидуальные рекорды клуба
- Наибольшее количество очков за сезон: Фил Эспозито — 152 (76+76 в 1970/71)
- Наибольшее количество заброшенных шайб за сезон: Фил Эспозито — 76 (1970/71)
- Наибольшее количество результативных передач за сезон: Бобби Орр — 102 (1970/71).
- Наибольшее количество штрафных минут за сезон: Джэй Миллер — 302 (1987/88).
- Наибольшее количество очков набранных защитником за один сезон: Бобби Орр — 139 (37+102 в 1970/71).
- Наибольшее количество «сухих» игр: Хэл Уинклер — 15 (1927/28).

### Лидеры клуба по очкам
| Место | Имя             | Амплуа | Матчи | Шайбы | Передачи | Очки | +/- | Штрафные минуты |
| ----- | --------------- | ------ | ----- | ----- | -------- | ---- | --- | --------------- |
| 1     | Рэй Бурк        | З      | 1518  | 395   | 1111     | 1506 | 494 | 1087            |
| 2     | Джон Буцик      | ЛН     | 1436  | 545   | 794      | 1339 | 146 | 436             |
| 3     | Патрис Бержерон | ЦН     | 1294  | 427   | 613      | 1040 | 289 | 494             |
| 4     | Фил Эспозито    | ЦН     | 625   | 459   | 553      | 1012 | 313 | 512             |
| 7     | Брэд Маршан     | ЛН     | 1021  | 399   | 512      | 925  | 294 | 1045            |
| 5     | Рик Миддлтон    | ПН     | 881   | 402   | 496      | 898  | 220 | 124             |
| 6     | Бобби Орр       | З      | 631   | 264   | 624      | 888  | 573 | 924             |
| 8     | Уэйн Кэшман     | ЛН     | 1027  | 277   | 516      | 793  | 281 | 1041            |
| 9     | Давид Крейчи    | ЦН     | 1032  | 231   | 555      | 786  | 166 | 359             |
| 10    | Кен Ходж        | ПН     | 652   | 289   | 385      | 674  | 265 | 620             |